# مک‌کام (میسیسیپی)
مک‌کام (به انگلیسی: McComb) شهری در ایالت میسیسیپی کشور ایالات متحده آمریکا است که جمعیت آن در سرشماری سال ۲۰۱۰ میلادی، ۱۲٬۷۹۰
نفر بوده‌است.